# Patricia Lemoine
Patricia Lemoine (nascida em 30 de dezembro de 1961) é uma política francesa que tem sido deputada do 5º distrito eleitoral de Seine-et-Marne desde 2018.